# NGC 7610
NGC 7610 هي مجرة دوامة في كوكبة الفرس الأعظم (كوكبة). اكتشفه أندرو إينسلي كومون في أغسطس 1880، ثم اكتشافه عن طريق الخطأ في نفس الشهر.

## مستعر أعظم
في أكتوبر 2013 تم اكتشافه في NGC 7610. وتم الكشف حوالي 3 ساعات بعد وصول الضوء من الانفجار إلى الأرض، وفي غضون ساعات قليلة تم الحصول على أطياف بصرية.

## وصلات خارجية
- NGC 7610 على موقع ويكي سكاي: DSS2, SDSS, GALEX, IRAS, Hydrogen α, X-Ray, Astrophoto, Sky Map, Articles and images